# Кубок Боснії і Герцеговини з футболу 2021—2022
Кубок Боснії і Герцеговини з футболу 2021–2022 — 28-й розіграш кубкового футбольного турніру в Боснії і Герцеговини. Переможець попереднього розіграшу — Сараєво — у фіналі поступився Вележу, який здобув свій перший титул.

## Календар
| Раунд       | Дата                       | Матчі | Клуби   |
| ----------- | -------------------------- | ----- | ------- |
| 1/16 фіналу | 28 вересня - 6 жовтня 2021 | 16    | 32 → 16 |
| 1/8 фіналу  | 27 жовтня 2021             | 8     | 16 → 8  |
| 1/4 фіналу  | 2 - 16 березня 2022        | 4     | 8 → 4   |
| 1/2 фіналу  | 6 - 20 квітня 2022         | 4     | 4 → 2   |
| Фінал       | 19 травня 2022             | 1     | 2 → 1   |

## 1/16 фіналу
| Команда 1                  | Рахунок      | Команда 2                  |
| -------------------------- | ------------ | -------------------------- |
| 28 вересня 2021            |              |                            |
| Градина (2)                | 2:5          | Тузла Сіті                 |
| Травник (2)                | 1:2          | Посуш'є                    |
| 29 вересня 2021            |              |                            |
| Чаплина (3)                | 1:2          | Радник (Бієліна)           |
| Кліс Бутурович Польє (3)   | 0:1          | Іґман (Коніц) (2)          |
| Рудар Хан Біла (3)         | 0:6          | Желєзнічар (Сараєво)       |
| Любич (Прнявор) (2)        | 1:0          | ГОШК (2)                   |
| Горажде (2)                | 0:2          | Слобода (Тузла)            |
| Модрича (2)                | 1:4          | Сараєво                    |
| Сватовац (3)               | 1:2          | Зриньські                  |
| Ступчаниця (Олово) (3)     | 1:3          | Борац (Баня-Лука)          |
| Омарска (2)                | 1:1 пен. 6:5 | Рудар (Прієдор)            |
| Слога (Ускоплє) (3)        | 1:0          | Желєзнічар (Баня-Лука) (2) |
| Слобода (Мрконіч-Град) (2) | 0:1          | Широкі Брієг               |
| 6 жовтня 2021              |              |                            |
| Слобода (Нови Град) (2)    | 1:2          | Леотар                     |
| Звієзда 09 (2)             | 0:3          | Вележ (Мостар)             |
| Крупа (2)                  | 0:2          | Звєзда (Градачац) (2)      |

## 1/8 фіналу
| Команда 1             | Рахунок      | Команда 2           |
| --------------------- | ------------ | ------------------- |
| 27 жовтня 2021        |              |                     |
| Желєзнічар (Сараєво)  | 2:4          | Тузла Сіті          |
| Звєзда (Градачац) (2) | 1:1 пен. 6:5 | Посуш'є             |
| Омарска (2)           | 0:1          | Іґман (Коніц) (2)   |
| Сараєво               | 1:0          | Любич (Прнявор) (2) |
| Слобода (Тузла)       | 1:1 пен. 3:2 | Зриньські           |
| Леотар                | 1:2          | Борац (Баня-Лука)   |
| Радник (Бієліна)      | 0:1          | Широкі Брієг        |
| Слога (Ускоплє) (3)   | 0:6          | Вележ (Мостар)      |

## 1/4 фіналу
| Команда 1             | Заг.         | Команда 2         | 1-й матч | 2-й матч |
| --------------------- | ------------ | ----------------- | -------- | -------- |
| 2 /16 березня 2022    |              |                   |          |          |
| Звєзда (Градачац) (2) | 1:6          | Іґман (Коніц) (2) | 0:3      | 1:3      |
| Тузла Сіті            | 2:2 пен. 4:3 | Борац (Баня-Лука) | 0:1      | 2:1      |
| Сараєво               | 2:0          | Слобода (Тузла)   | 2:0      | 0:0      |
| Вележ (Мостар)        | 4:1          | Широкі Брієг      | 4:0      | 0:1      |

## 1/2 фіналу
| Команда 1         | Заг. | Команда 2         | 1-й матч | 2-й матч |
| ----------------- | ---- | ----------------- | -------- | -------- |
| 6 /20 квітня 2022 |      |                   |          |          |
| Сараєво           | 4:0  | Іґман (Коніц) (2) | 2:0      | 2:0      |
| Вележ (Мостар)    | 5:0  | Тузла Сіті        | 4:0      | 1:0      |

## Фінал
| 19 травня 2022 22:00 (21:00 CEST) |

| Сараєво                                             | 0:0      | Вележ (Мостар)                               |
| --------------------------------------------------- | -------- | -------------------------------------------- |
|                                                     | Протокол |                                              |
|                                                     | Пенальті |                                              |
| - Сульїч - Верешанович - Шечерович - Оремуш - Бодул | 3:4      | - Овчина - Гаскич - Звонич - Пршеш - Брандао |

| Билино Полє, Зениця Глядачів: 10 000 Арбітр: Ірфан Пельто |